# يوكوباس شارنس
يوكوباس شارنس (بالليتوانية: Jokūbas Šernas)‏ (14 يونيو 1888 - 31 يوليو 1926) هو محامي وصحفي ومعلم ومصرفي ليتواني. كان واحدًا من الموقعين العشرين [الإنجليزية]
 على مرسوم استقلال ليتوانيا.
وُلد في برجي [الإنجليزية]
 بتاريخ 14 يونيو 1888. درس القانون في جامعة سانت بطرسبرغ وتخرج منها عام 1914. توفي في 31 يوليو 1926 في مدينة كاوناس ودُفن في مقبرة نيمونيليس رادفيلسكيس [الإنجليزية]
 بعد عامٍ واحدٍ فقط من ولادة ابنه عام 1925. وهو والد الممثل جاك شارنس [الإنجليزية]
.

## حياته العملية
- عمل في فيلنيوس بعد عودته إلى ليتوانيا لأسباب سياسية مختلفة تركز على الاستقلال ودرّس في صالة فيلنيوس للألعاب الرياضية.
- كان صحفي في Lietuvos žinios (الأخبار الليتوانية).[1]
- ساعد في تنظيم مؤتمر فيلنيوس وانتخب لعضوية مجلس ليتوانيا ووقع القانون في عام 1918.
- عمل مع المنظمات التي تقوم على إنشاء المؤسسات الديمقراطية في الدولة الجديدة بما في ذلك وزارة الداخلية وذلك بعد الاستقلال.
- أسس وحرر مجلة Savivaldybės (الحكومة الذاتية).
- شغل منصب مدير بنك التجارة والصناعة.